# Частковце
Частковце (слч. Častkovce) насељено је мјесто са административним статусом сеоске општине (слч. obec) у округу Ново Место на Ваху, у Тренчинском крају, Словачка Република.

## Становништво
| Година:    | 1994. | 2004.   | 2014.    | 2024.    |
| ---------- | ----- | ------- | -------- | -------- |
| Број људи: | 987   | 1014    | 1263     | 1719     |
| Разлика:   |       | +2,73 % | +24,55 % | +36,10 % |

| Година:    | 2023. | 2024.   |
| ---------- | ----- | ------- |
| Број људи: | 1705  | 1719    |
| Разлика:   |       | +0,82 % |

Према подацима о броју становника из 2024. године насеље је имало 1719 становника.